# Unterglauheim
Unterglauheim ist ein Gemeindeteil von Blindheim im schwäbischen Landkreis Dillingen an der Donau in Bayern.

## Geographie
Das Pfarrdorf liegt zwei Kilometer nördlich von Blindheim auf der Hochterrasse über dem Nebelbach. Es breitet sich an beiden Seiten der Kreisstraße DLG 32 aus, die von Blindheim nach Schwennenbach führt.

## Geschichte
Im Jahre 1834 wurde ein Depotfund in einem Acker gemacht, der bedeutende Trinkgefäße aus der späten Bronzezeit enthielt. Die aufwendig hergestellten Goldbecher aus dem 8./9. Jahrhundert v. Chr. sind im Römischen Museum Augsburg ausgestellt (seit 2013 geschlossen).
Vermutlich ist Unterglauheim eine von Blindheim angelegte Ausbausiedlung des 7. Jahrhunderts. Der Name Glauheim, ebenfalls für den benachbarten Ort Oberglauheim geltend, wurde erstmals um 1150 als „Glaheim“ überliefert. 1255 ist erstmals die Bezeichnung Unterglauheim als „inferius Glaheim“ nachweisbar. Im Hochmittelalter gehörte der Ort zur Grafschaft Oettingen, unterstand aber der Vogtei Höchstädt, die 1268 durch das konradinische Erbe an Bayern kam. Bayern erlangte im Spätmittelalter die Landeshochheit über den Ort, der dem Niedergericht bzw. dem späteren Vogtamt Blindheim unterstellt wurde. Der Grundbesitz in Unterglauheim war sehr zersplittert, das Kloster Kaisheim gehörte 1560 zu den 16 verschiedenen Grundherren im Ort. 
Im Jahre 1704 wurde Unterglauheim von französischen Truppen während des Spanischen Erbfolgekriegs in Brand gesteckt. Nur die Kirche überstand den Brand. Ein weiterer Großbrand im August 1881 zerstörte drei Viertel des Dorfes.

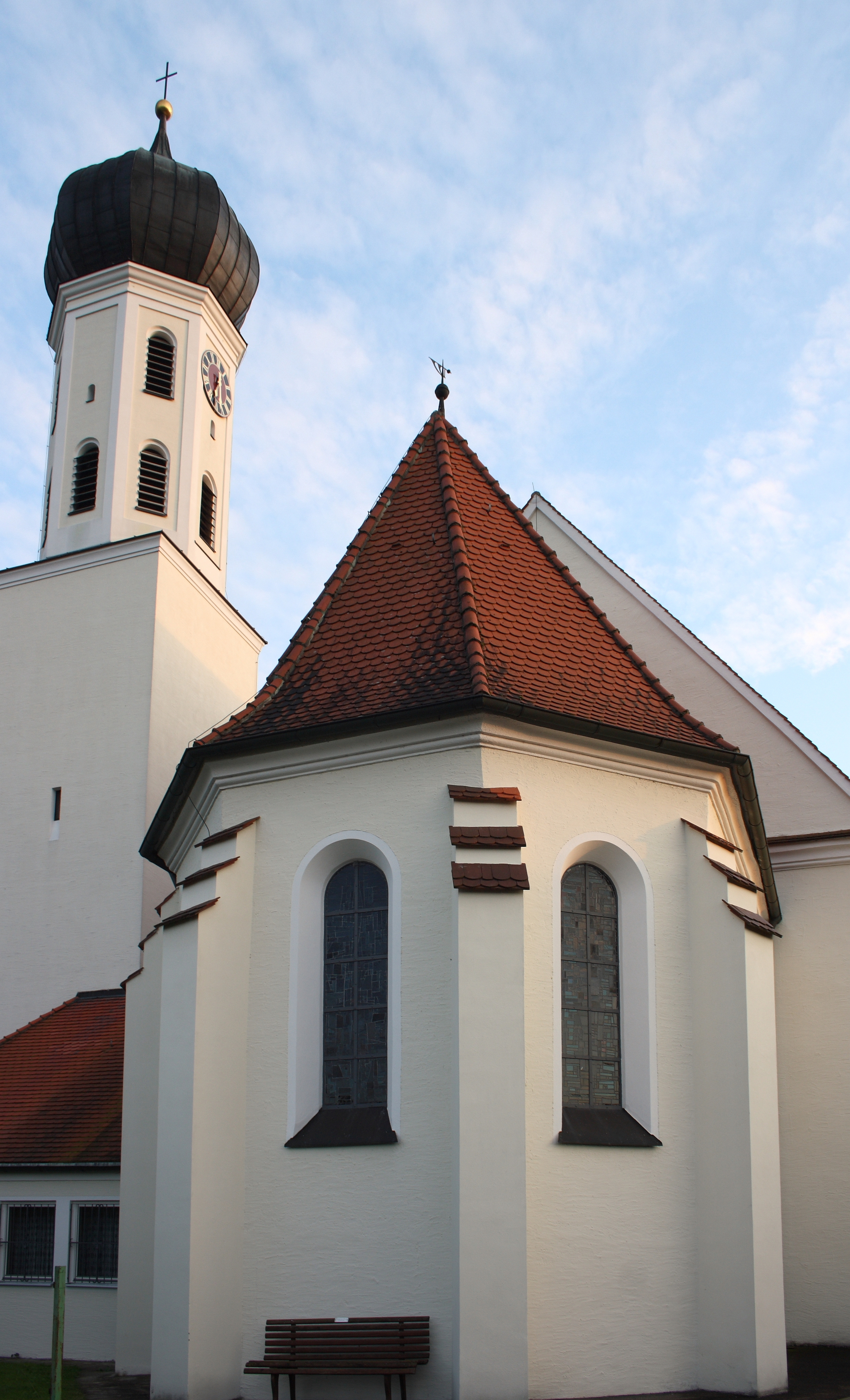
St. Vitus in Unterglauheim

Im Jahre 1929 gründete Vitus Wengert den BSC Unterglauheim. Am 1. Mai 1978 wurde die bis dahin selbständige Gemeinde Unterglauheim, bestehend aus dem Hauptort und den Ortsteilen 
Berghausen, Blindheim Bahnhof, Sallmannsberg und Weilheim, im Rahmen der Gemeindegebietsreform nach Blindheim eingegliedert.

### Religion
Bis 1858 gehörte Unterglauheim zur katholischen Pfarrei Blindheim. Der Ort wurde nun zu einer Pfarrkuratie erhoben und 1903 erfolgte die Erhebung zu einer selbständigen Pfarrei. Die Veitskirche wurde in den Jahren 1921 bis 1923 errichtet. Der Turm wurde 1969/70 erneuert.

### Bevölkerungsentwicklung
- 1840: 369 Einwohner
- 1939: 371 Einwohner
- 1950: 577 Einwohner
- 1961: 534 Einwohner[3]
- 1970: 583 Einwohner[3]
- 1980: 687 Einwohner
- 2000: 630 Einwohner
- 2019: 649 Einwohner

## Baudenkmäler
Siehe: Liste der Baudenkmäler in Unterglauheim

## Bodendenkmäler
Siehe: Liste der Bodendenkmäler in Blindheim